# Tabernaemontana cordata
Tabernaemontana cordata är en oleanderväxtart som beskrevs av Elmer Drew Merrill. Tabernaemontana cordata ingår i släktet Tabernaemontana och familjen oleanderväxter. Inga underarter finns listade i Catalogue of Life.